# Sexy Little Thing
Sexy Little Thing è un singolo del supergruppo statunitense Chickenfoot, il terzo estratto dall'album di debutto Chickenfoot nel 2009.

## Tracce
Download digitale
1. Sexy Little Thing – 4:16

## Formazione
- Sammy Hagar – voce
- Joe Satriani – chitarra
- Michael Anthony – basso, cori
- Chad Smith – batteria